# Тараб'я I
Тараб'я I (*бірм. တရဖျားကြီ; 8 липня 1297 — 1339) — 2-й володар царства Сікайн у 1327—1336 роках.

## Життєпис
Походив з шанської знаті. Про батька відсутні відомості. Власне ім'я матері невідома, була донькою старійшини села Ліньїн. Народився Тараб'я 1297 року. У віці 1 року помирає його батько, а мати виходить заміж за Тхіхатху, одного з амату (міністрів) Паганського царства. 1313 року, коли останній стає правителем держави Пінья, то мати Тараб'ї отримує титул Яданабон, під яким стала відома в подальшому. 1315 року підтримав зведеного брата Союна проти Тхіхатху. Стає найближчим сановників повсталого, який протягом 1316—1317 років відбив усі спроби Тхіхатху його підкорити.
1327 року після смерті Союна, скориставшись малолітством синів останнього, що були прямим спадкоємцеми, захопив трон, хоча міг бути лише регентом. Зміцнив становище царства Сікайн. Також успішно діяв проти Узани I, правителя Піньї. Близько 1336 року Тараб'ю I було повалено власним сином Шветаунгтетом. Був ув'язнений в одному з монастирів.
1339 року зумів звільнитися та повалити сина, але не зміг закріпитися на троні, оскільки був вбитий внаслідок змови амати 9міністра) Нанди Пак'яна. Трон перейшов до сина Союна — Часви I.